# Ханс (остров)
Ханс (иногда Ганс гренл. Tartupaluk; дат. Hans Ø; англ. Hans Island) — небольшой необитаемый остров в центре пролива Кеннеди, части пролива Нэрса. Длина острова — 1290 метров, ширина — 1199 метров. Площадь 1,3 км². Остров Ханс — самый маленький среди трёх островов в проливе Кеннеди. Ширина пролива здесь составляет 35 км, остров находится в территориальных водах Канады и Дании.
Самое близкое населённое место — Алерт (о. Элсмир, Нунавут, Канада) — находится в 198 км от острова Ганса, Сиорапалук (Гренландия) — в 349 км, Каанаак (Гренландия) — в 379 км.

## История

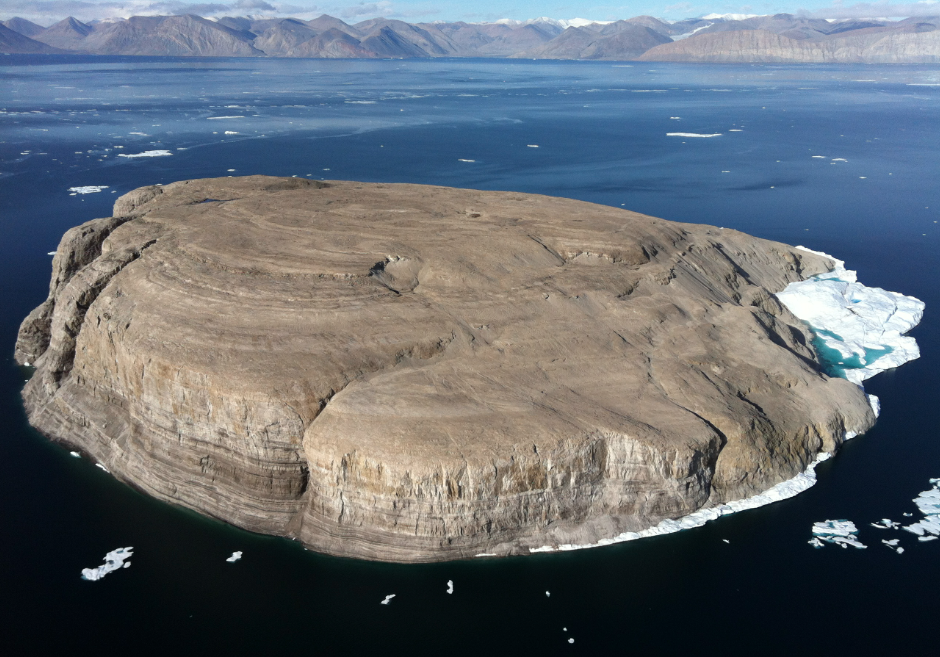
Остров Ханс

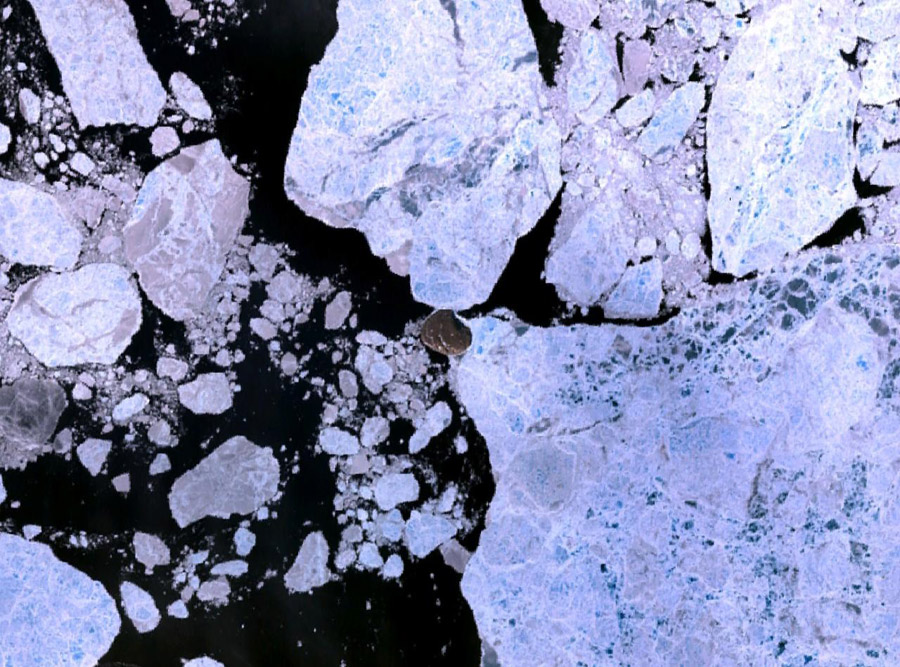
Остров Ганса. Изображение НАСА Landsat-7

По всей видимости, с XIV века остров был одним из мест охоты инуитов.
Остров назван в честь Ганса Хендрика — гренландского путешественника и переводчика, участника ряда американских и британских арктических экспедиций Илайши Кента Кейна, Чарльза Френсис Холла, Исаака Израэля Хейеса и Джорджа Нэрса (с 1853 по 1876 год).
До 2005 года считалось, что остров был назван во время экспедиции Чарльза Френсиса Холла в период между 1871 и 1873 годом. Первое упоминание об острове и его названии датируется 1876 годом.
В 1973 году Канада и Дания согласовали географические координаты континентального шельфа и заключили договор о делимитации границ, который был ратифицирован Организацией Объединенных Наций 17 декабря 1973 года и действует с 13 марта 1974 года. В договоре перечислены 127 точек (по широте и долготе) от пролива Дэвиса до конца пролива Робсона, где пролив Нэрса впадает в море Линкольна; граница определяется геодезическими линиями между этими точками. Однако договор не проводит линию от точки 122 (80°49′2″ с.ш., 66°29′0″ з.д.) до точки 123 (80°49′8″ с.ш., 66°26′3″ з.д.) — a расстояние 875 м (0,54 мили). Остров Ханса расположен в центре этой области.
Права на остров оспаривались Канадой и Данией, действовавшей от имени Гренландии. С 1984 года на острове велась так называемая «война виски»: раз в несколько месяцев на острове поочерёдно высаживался канадский и датский десант, моряки спускали установленный флаг, поднимали свой и затем по традиции распивали спиртные напитки, которые противоборствующая сторона оставляла на острове в качестве подарка, а перед отбытием оставляли свои: датчане — шнапс, а канадцы — виски.
Датские флаги водружались на острове Ханс в 1984, 1988, 1995 и 2003 годах. Правительство Канады официально протестовало против этих действий. В июле 2005 года бывший министр обороны Канады Билл Грэм сделал необъявленную остановку на острове Ханс во время поездки в Арктику; это вызвало еще одну дипломатическую ссору между правительствами, и в сентябре того же года было заключено перемирие.
Канада утверждала, что остров Ханс явно находится на её территории, поскольку топографические карты, первоначально использовавшиеся в 1967 году для определения координат острова, четко показывали весь остров на канадской стороне линии делимитации. Однако федеральные чиновники изучили последние спутниковые снимки в июле 2007 года и признали, что линия проходит примерно через середину острова. В настоящее время это оставляет спорным право собственности на остров, а также, возможно, на карту поставлены претензии в отношении рыболовных угодий и будущего доступа к Северо-Западному проходу.
В июне 2022 года стороны пришли к соглашению, согласно которому остров будет поделён по естественному оврагу, протянувшемуся через весь остров с севера на юг. Дании достаётся примерно 60 % острова (восточная часть), Канаде — 40 % (западная часть). В совместном пользовании остаётся залив на северном берегу, единственное место высадки на остров.